# 北马庄村
北马庄村，为中华人民共和国山东省泰安市东平县东平街道所辖的一个行政村。该村位于东平街道西部，为东平县四个回族聚居村之一。1991年，北马庄村被山东省政府命名为回民村。
1993年，北马庄共有村民700余人，其中回民380人，占全村总人口的53%。牛羊养殖业和屠宰业为北马庄村支柱产业。1993年，全村饲养户129户，占总户数的93%，屠宰户达103户。人均纯收入1020元。